# Howard Hewett

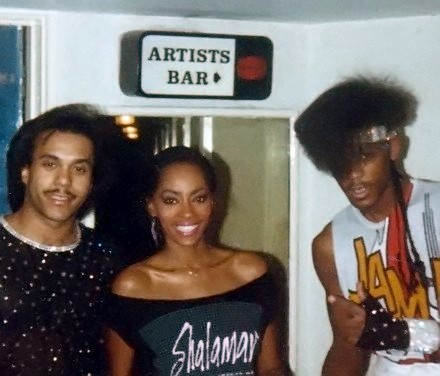
Shalamar Backstage, 1983, Howard Hewett links

Howard Hewett (* 1. Oktober 1955 in Akron, Ohio) ist ein US-amerikanischer R&B- und Gospel-Sänger, der vor allem als Leadsänger der Disco-Soulband Shalamar bekannt wurde.

## Karriere
Hewetts Karriere begann als Tänzer in der US-Fernsehshow Soul Train, die seit 1971 fast ausschließlich afroamerikanischen Künstlern, aus den Bereichen R&B, Soul, Hip-Hop, Jazz und Gospel, ein Podium bietet. Dort tanzte er gemeinsam mit Jody Watley und Jeffrey Daniel; die drei wurden von Shalamar-Gründer Dick Griffey entdeckt und zu den Sängern der Band gemacht. Hewett war von 1979 bis 1985 Leadsänger von Shalamar und damit auf den vielen Hits der Band präsent. 1984 sang er auf Stanley Clarkes Album Time Exposure den Titel Heaven Sent You.
Mitte der 1980er startete Hewett eine Solokarriere. Er schloss einen Vertrag mit Elektra Records ab und nahm 1986 das Album I Commit to Love auf, von dem zwei Songs, I’m for Real und Stay, sich in den R&B-Charts platzierten. Ebenfalls auf I Commit to Love war der Gospelsong Say Amen, mit dem er in die Gospelcharts einstieg und der Hewetts Erkennungsmelodie wurde. 1990 veröffentlichte er das Album Howard Hewett mit dem Hit Show Me, 1992 folgte die LP Allegiance, die weniger erfolgreich war als ihre Vorgänger. Hewett nahm in dieser Zeit auch mehrere Duette mit bekannten Künstlerinnen wie Dionne Warwick, Anita Baker oder Stacy Lattisaw auf.
Nach dem Album It’s Time (1995) machte Hewett eine Zeitlang keine Soloaufnahmen mehr, sang aber weiter als Gast auf Alben von Jazz-Künstlern wie Joe Sample, Brian Culbertson und George Duke. 2001 veröffentlichte er sein Gospelalbum The Journey, dem ein Jahr darauf ein Livealbum folgte.
2005 wagte Hewett mit Daniel und neuer Sängerin ein Comeback als Shalamar. Die Band nahm in Großbritannien an der Fernsehshow Hit Me Baby One More Time teil, in der das Publikum bewertete, welcher ehemalige Star als Sieger einen neuen Plattenvertrag erhalten solle. Die neuen Shalamar gewannen zwar nicht, blieben aber vorerst zusammen und treten seither wieder als Shalamar in Clubs auf oder geben anderweitig Konzerte.

## Sonstiges
- Hewett war von 1989 bis 1993 mit Schauspielerin/Sängerin Nia Peeples verheiratet.
- Hewett sang mit La Toya Jackson auf ihrer einzigen US-Hitsingle Heart Don’t Lie (1984).
- Als Co-Autor des Shalamar-Songs Don’t Get Stopped in Beverly Hills, der im Film Beverly Hills Cop verwendet wurde, erhielt Hewett 1986 einen Grammy.
- Das Titelstück Allegiance (1992) schrieb Prince.

## Diskografie

### Alben
| Jahr | Titel            | Höchstplatzierung, Gesamtwochen, AuszeichnungChartplatzierungen (Jahr, Titel, Platzierungen, Wochen, Auszeichnungen, Anmerkungen) | Höchstplatzierung, Gesamtwochen, AuszeichnungChartplatzierungen (Jahr, Titel, Platzierungen, Wochen, Auszeichnungen, Anmerkungen) | Höchstplatzierung, Gesamtwochen, AuszeichnungChartplatzierungen (Jahr, Titel, Platzierungen, Wochen, Auszeichnungen, Anmerkungen) | Höchstplatzierung, Gesamtwochen, AuszeichnungChartplatzierungen (Jahr, Titel, Platzierungen, Wochen, Auszeichnungen, Anmerkungen) | Höchstplatzierung, Gesamtwochen, AuszeichnungChartplatzierungen (Jahr, Titel, Platzierungen, Wochen, Auszeichnungen, Anmerkungen) | Anmerkungen                |
| Jahr | Titel            | DE | AT | CH | UK | US | Anmerkungen                |
| ---- | ---------------- | --- | --- | --- | --- | --- | -------------------------- |
| 1986 | I Commit To Love | — | — | — | — | US159 (16 Wo.)US | Erstveröffentlichung: 1986 |
| 1988 | Forever And Ever | — | — | — | — | US110 (12 Wo.)US | Erstveröffentlichung: 1988 |
| 1990 | Howard Hewett    | — | — | — | — | US54 (21 Wo.)US | Erstveröffentlichung: 1990 |
| 1994 | It’s Time        | — | — | — | — | US181 (2 Wo.)US | Erstveröffentlichung: 1994 |

Weitere Alben
- 1992: Allegiance
- 2001: The Journey
- 2007: If Only

### Singles
Charterfolge als Leadmusiker

| Jahr | Titel                         | Höchstplatzierung, Gesamtwochen, AuszeichnungChartplatzierungen (Jahr, Titel, Platzierungen, Wochen, Auszeichnungen, Anmerkungen) | Höchstplatzierung, Gesamtwochen, AuszeichnungChartplatzierungen (Jahr, Titel, Platzierungen, Wochen, Auszeichnungen, Anmerkungen) | Höchstplatzierung, Gesamtwochen, AuszeichnungChartplatzierungen (Jahr, Titel, Platzierungen, Wochen, Auszeichnungen, Anmerkungen) | Höchstplatzierung, Gesamtwochen, AuszeichnungChartplatzierungen (Jahr, Titel, Platzierungen, Wochen, Auszeichnungen, Anmerkungen) | Höchstplatzierung, Gesamtwochen, AuszeichnungChartplatzierungen (Jahr, Titel, Platzierungen, Wochen, Auszeichnungen, Anmerkungen) | Anmerkungen                        |
| Jahr | Titel                         | DE | AT | CH | UK | US | Anmerkungen                        |
| ---- | ----------------------------- | --- | --- | --- | --- | --- | ---------------------------------- |
| 1986 | I’m for Real I Commit To Love | — | — | — | — | US90 (3 Wo.)US | Erstveröffentlichung: Oktober 1986 |
| 1990 | Show Me Howard Hewett         | — | — | — | — | US62 (7 Wo.)US | Erstveröffentlichung: Mai 1990     |

Charterfolge als Gastmusiker

| Jahr | Titel                                | Höchstplatzierung, Gesamtwochen, AuszeichnungChartplatzierungen (Jahr, Titel, Platzierungen, Wochen, Auszeichnungen, Anmerkungen) | Höchstplatzierung, Gesamtwochen, AuszeichnungChartplatzierungen (Jahr, Titel, Platzierungen, Wochen, Auszeichnungen, Anmerkungen) | Höchstplatzierung, Gesamtwochen, AuszeichnungChartplatzierungen (Jahr, Titel, Platzierungen, Wochen, Auszeichnungen, Anmerkungen) | Höchstplatzierung, Gesamtwochen, AuszeichnungChartplatzierungen (Jahr, Titel, Platzierungen, Wochen, Auszeichnungen, Anmerkungen) | Höchstplatzierung, Gesamtwochen, AuszeichnungChartplatzierungen (Jahr, Titel, Platzierungen, Wochen, Auszeichnungen, Anmerkungen) | Anmerkungen                                                                                 |
| Jahr | Titel                                | DE | AT | CH | UK | US | Anmerkungen                                                                                 |
| ---- | ------------------------------------ | --- | --- | --- | --- | --- | ------------------------------------------------------------------------------------------- |
| 1996 | This Is For The Lover In You The Day | — | — | — | UK12 (5 Wo.)UK | US6 Platin · (20 Wo.)US | Erstveröffentlichung: 5. Oktober 1996 Babyface feat. Howard Hewett, LL Cool J & Jody Watley |